# Майкл Лаверті
Майкл Лаверті (англ. Michael Laverty; народився 7 червня 1981, Тумербрідж, Північна Ірландія) — британський мотогонщик, учасник чемпіонату світу з шосейно-кільцевих мотогонок MotoGP. Двічі був визнаний «ірландським мотогонщиком року» (2005 та 2007). Його брати Євген та Джон теж професійно займаються мотоспортом.

## Біографія

### Дитинство
Батько Майкла був дорожнім гонщиком. Він з самого дитинства навчив синів їздити на мотоциклах. Майкл до досягнення 10-річного віку участі у змаганнях не брав, їздячи разом з братами по полях навколо дому.
6 років навчання у школі мотокросу дали змогу Лаверті оволодіти навичками їзди на мотоциклі, якими він користується і досі. У віці 16 років він перейшов до гонок на асфальті. Таку можливість він отримав завдяки захопленню гонками його батьків, які самотужки фінансували кар'єру Майкла. Проте, на той час він не займався гонками професійно, а продовжував навчання — мотоспорт був для нього лише хобі. Лише у 2003-му (у віці 22 років) Лаверті був відібраний для гоночної команди, а у 2004-му він отримав свій перший професійний контракт.
Відтоді пріоритети Майкла змінилися — мотоциклетні перегони стали сенсом його життя. Він найняв тренера, який навчив його підтримувати форму, правильно харчуватися тощо. Також Майкл почав дізнаватися тонкощі побудови гоночного мотоцикла з метою отримання оптимальної продуктивності.

### Національні чемпіонати
З 2003 року Лаверті почав виступати у Британській серії Supersport, досягнувши найвищих результатів у 2007-му, ставши чемпіоном. Це був перший рік його співпраці з командою «Relentless Suzuki».
Для сезону 2008 року Майкл разом з командою перейшов до британської серії Superbike, де йому довелося почати все спочатку. Тут йому довелося змагатись із братом Джоном, а також такими гонщиками як Том Сайкс, Леон Хазлам, Кел Кратчлоу та Леон Кам'є. Незважаючи на низку непоганих результатів, через відсутність стабільності, Лаверті зайняв лише 9-те місце в загальному заліку.
У 2009 році Майкл вирішив спробувати свої сили в американській серії Superbike. Він взяв участь у деяких гонках чемпіонату. Найкращим стало 2-ге місце на гонці у Road America. У загальному заліку британець посів 15-те місце. У цьому ж році Майкл дебютував у світовій серії Supersport, взявши участь у 9 гонках. у загальному заліку фінішував на 22-му місці.
У 2010 році Лаверті повернувся у британський чемпіонат Superbike з добре знайомою командою «Relentless Suzuki». Сезон закінчив на 4-му місці в загальному заліку, здобувши 2 перемоги та 9 подіумів.
У 2011 році Майкл перейшов до команди «Swan Yamaha», з якою, хоча і був швидшим, але знову за підсумками сезону фінішував четвертим.
У 2012 році Лаверті в черговий раз вирішив змінити обстановку, перейшовши до команди «Samsung Honda». Цей сезон повинен був стати найуспішнішим у кар'єрі британця, але зрештою він став найбільшим розчаруванням на сьогодні у кар'єрі Майкла. Хоча він здобув кілька перемог в середині сезону, але у нього під час гонок виникали технічні проблеми. Вони полягали у швидкому зношенні шин: Майкл боровся 3/4 дистанції гонки, а потім втрачав швидкість і спостерігав, як його конкуренти збільшують перевагу. У підсумку він закінчив сезон п'ятим у загальному заліку.

### MotoGP
У сезоні 2013 року Майкл дебютував у чемпіонаті світу з шосейно-кільцевих мотоперегонів MotoGP, приєднавшись до команди «Paul Bird Motorsport». Він лише одного разу потрапив у очкову зону, зайнявши 13-те місце на Гран-Прі Іспанії. Набравши за сезон 3 очки, Лаверті зайняв у загальному заліку 25-те місце.
У сезоні 2014 продовжив співпрацю з командою. Цього разу він вже тричі потрапив у залікову зону, а найкращим результатом стало 12-те місце на Гран-Прі Малайзії. У загальному заліку Майкл посів 24-те місце. Після закінчення сезону команда припинила свою участь у серії MotoGP і Майкл змушений був шукати нову роботу.
Він відгукнувся на пропозицію команди Aprilia Racing Team Gresini та став її тест-пілотом на сезон 2015 року, отримавши також можливість виступити на кількох етапах серії для тестування нових модифікацій мотоцикла, а також для заміни гонщиків команди в разі потреби. Водночас він прагнув продовжити свою участь у змаганнях, тому прийняв пропозицію команди Tyco BMW і став учасником британського чемпіонату Супербайк, де йому довелось конкурувати з колишнім партнером по команді Броком Паркесом.
У середині сезону, напередодні Гран-Прі Німеччини, команда розірвала контракт із гонщиком Марко Меландрі через невдалі виступи і Майкл замінив італійця у гонці.

### Статистика виступів

#### У розрізі сезонів
| Сезон | Клас   | Команда                     | Мотоцикл      | Гонки | Пер | Под | ПП | НК | Очки | Місце |
| ----- | ------ | --------------------------- | ------------- | ----- | --- | --- | -- | -- | ---- | ----- |
| 2013  | MotoGP | Paul Bird Motorsport        | PBM           | 18    | 0   | 0   | 0  | 0  | 3    | 25    |
| 2013  | MotoGP | Paul Bird Motorsport        | ART           | 18    | 0   | 0   | 0  | 0  | 3    | 25    |
| 2014  | MotoGP | Paul Bird Motorsport        | PBM           | 18    | 0   | 0   | 0  | 0  | 9    | 24    |
| 2015  | MotoGP | Aprilia Racing Team Gresini | Aprilia RS-GP | 1     | 0   | 0   | 0  | 0  | 0    | НК    |